# Okres Šamotuly
Okres Šamotuly (Szamotuły; polsky Powiat szamotulski) je okres v polském Velkopolském vojvodství. Rozlohu má 1119,55 km² a v roce 2022 zde žilo 91 622 obyvatel. Sídlem správy okresu je město Šamotuly.

## Gminy
Městská:
- Obrzycko

Městsko-vesnické:
- Ostroróg
- Pniewy
- Šamotuly
- Wronki

Vesnické:
- Duszniki
- Kaźmierz
- Obrzycko

## Města
- Obrzycko
- Ostroróg
- Pniewy
- Šamotuly
- Wronki

## Sousední okresy
| Růžice kompasu | Czarnków-Trzcianka | Czarnków-Trzcianka  | Czarnków-Trzcianka, Oborniki | Růžice kompasu |
| Růžice kompasu | Międzychód         | Sever               | Oborniki                     | Růžice kompasu |
| Růžice kompasu | Międzychód         | Okres Šamotuly      | Oborniki                     | Růžice kompasu |
| Růžice kompasu | Międzychód         | Jih                 | Oborniki                     | Růžice kompasu |
| Růžice kompasu | Nowy Tomyśl        | Nowy Tomyśl, Poznaň | Poznaň                       | Růžice kompasu |